# ПАР на зимових Олімпійських іграх 2010
ПАР на зимових Олімпійських іграх 2010 був представлений 1 спортсменом в 1 виді спорту.

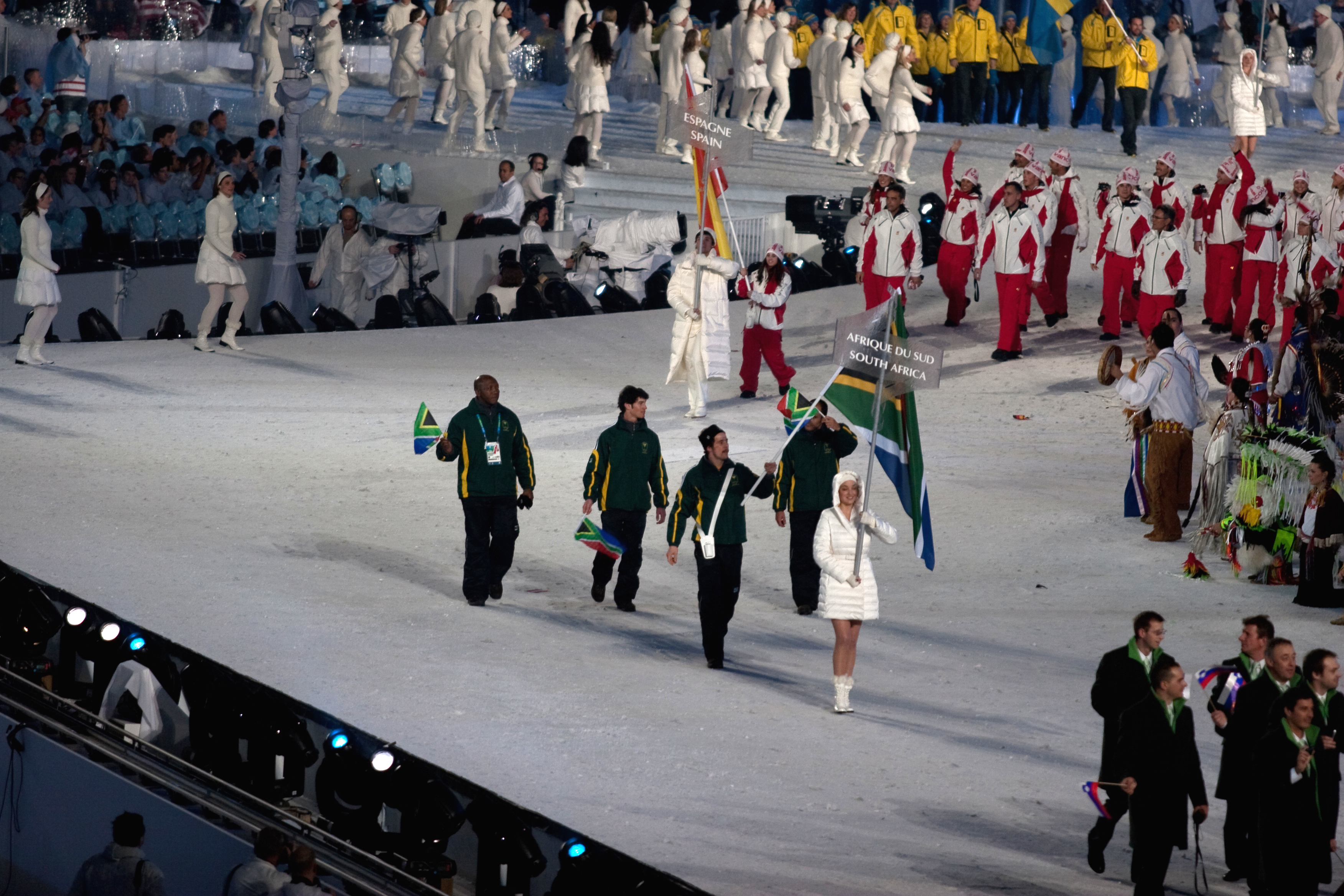
Збірна ПАР під час Параду націй на церемонії відкриття Олімпіади